# Суперкубок України з футболу 2008
Суперкубок України з футболу 2008 — п'ятий розіграш Суперкубка України, щорічного футбольного матчу, у якому зустрічаються Чемпіон країни та володар Кубка України попереднього сезону. Матч відбувся 15 липня 2008 року в місті Полтава на стадіоні «Ворскла» в присутності майже 25 тисяч глядачів. У матчі зустрілися донецький «Шахтар» як володар золотого дубля та київське «Динамо» — фіналіст Кубку України та срібний призер чемпіонату. Основний час переможця не виявив — нічия 1:1. У серії післяматчевих пенальті сильнішою виявилась донецька команда.

## Протокол матчу
| 15 липня 2008 20:45 +29°C |

| «Шахтар»        | 1:1      | «Динамо»      |
| --------------- | -------- | ------------- |
| Чигринський 38' | Протокол | 6' Мілевський |

| «Ворскла» ім. Олексія Бутовського, Полтава Глядачів: 24 850 Арбітр: Вольфганг Штарк |

|                                                                         |     | Пенальті                                                     |
| Резван Рац · Дарійо Срна · Дмитро Чигринський · Фернандінью · Брандау · | 5:3 | Ярмоленко · Пап Діакате · Олександр Алієв · Милош Нинкович · |

| «Шахтар» Донецьк | «Динамо» Київ |

| Шахтар:       |    |                    |         |
|               |    |                    |         |
| В             | 12 | Рустам Худжамов    |         |
| ПЗ            | 3  | Томаш Гюбшман      |         |
| ПЗ            | 4  | Ігор Дуляй         |         |
| ЗХ            | 5  | Олександр Кучер    |         |
| ПЗ            | 7  | Фернандінью        |         |
| НП            | 10 | Євген Селезньов    | 71'     |
| ПЗ            | 11 | Ілсінью            | 71'     |
| ПЗ            | 22 | Вілліан            | 46'     |
| ПЗ            | 26 | Резван Рац         |         |
| ЗХ            | 27 | Дмитро Чигринський | 38'     |
| ПЗ            | 33 | Дарійо Срна        | (к) 85' |
| Запасні:      |    |                    |         |
| В             | 30 | Андрій Пятов       |         |
| ПЗ            | 8  | Жадсон             | 71'     |
| ЗХ            | 13 | В'ячеслав Шевчук   |         |
| НП            | 17 | Луїс Адріану       |         |
| НП            | 21 | Олександр Гладкий  | 71'     |
| ПЗ            | 25 | Брандау            | 46'     |
| ЗХ            | 32 | Микола Іщенко      |         |
| Тренер:       |    |                    |         |
| Мірча Луческу |    |                    |         |

| Динамо:     |    |                       |         |
|             |    |                       |         |
| В           | 1  | Олександр Шовковський | (к)     |
| ЗХ          | 3  | Бетао                 |         |
| ПЗ          | 4  | Тіберіу Гіоане        | 17' 62' |
| ПЗ          | 5  | Огнєн Вукоєвич        |         |
| ЗХ          | 15 | Пап Діакате           | 48'     |
| НП          | 16 | Максим Шацьких        |         |
| ПЗ          | 17 | Тарас Михалик         |         |
| ПЗ          | 25 | Артем Мілевський      | 6' 81'  |
| ЗХ          | 26 | Андрій Несмачний      |         |
| ПЗ          | 36 | Милош Нинкович        |         |
| ПЗ          | 37 | Аїла Юссуф            |         |
| Запасні:    |    |                       |         |
| В           | 21 | Тарас Луценко         |         |
| ЗХ          | 2  | Олег Допілка          |         |
| ПЗ          | 8  | Олександр Алієв       | 62'     |
| ПЗ          | 9  | Микола Морозюк        |         |
| НП          | 22 | Артем Кравець         |         |
| ПЗ          | 23 | Олександр Романчук    |         |
| ПЗ          | 70 | Андрій Ярмоленко      | 81'     |
| Тренер:     |    |                       |         |
| Юрій Сьомін |    |                       |         |

| АРБІТРИ - Асистенти: - Зальвер Ян-Хендрік - Везель Фолкер - Четвертий: Пітер Гагельман - Делегат ФФУ: Анатолій Дяченко - Інспектор ФФУ: Олександр Грисьо | ПРАВИЛА МАТЧУ - 90 хвилин основного часу. - Пенальті, якщо після основного часу рахунок рівний. - Сім гравців на заміні. - Максимум 3 заміни у матчі. - Одночасно на полі не більше 7 легіонерів у кожній команді. |

* Примітки:В — воротар, ЗХ — захисник, ПЗ — півзахисник, НП — нападник
| Переможець Суперкубка України 2008 |
| ---------------------------------- |
|                                    |
| «Шахтар» (Донецьк) Другий титул    |